# Raiamas batesii
Raiamas batesii är en fiskart som först beskrevs av Boulenger, 1914.  Raiamas batesii ingår i släktet Raiamas och familjen karpfiskar. IUCN kategoriserar arten globalt som livskraftig. Inga underarter finns listade i Catalogue of Life.